# Agrokomplex
Agrokomplex je spojení více odvětví nebo více oborů národního hospodářství, zejména pak zemědělství a průmyslu. Příkladem může být bavlnářství nebo cukrovarnictví.